# 制铁站
製鐵站（：／ Jecheol yeok */?）曾为韩国铁路槐東線上的一个车站，位于庆尚北道浦项市南区製鐵洞，已于1992年废止。

## 历史
- 1975年 - 落成使用。
- 2005年9月15日 - 停止使用。